# فريدريك في. ماكنير سينيور
فريدريك في. ماكنير سينيور (بالإنجليزية: Frederick V. McNair, Sr.)‏ هو ضابط أمريكي، ولد في 13 يناير 1839 في بلدة أبينغتون ‏ في الولايات المتحدة، وتوفي في 28 نوفمبر 1900 في واشنطن العاصمة في الولايات المتحدة.